# Chevennes
Chevennes est une commune française située dans le département de l'Aisne en région Hauts-de-France.

## Géographie

### Localisation
Chevennes est un village rural de Thiérache du département de l'Aisne situé à 12 km à vol d'oiseau au sud-est de Guise, 23 km au sud-ouest de La Capelle, 35 km de la Frontière franco-belge et 83 km de Charleroi, 13 km à l'ouest de Vervins, 29 km au nord de Laon et 32 km à l'est de Saint-Quentin.

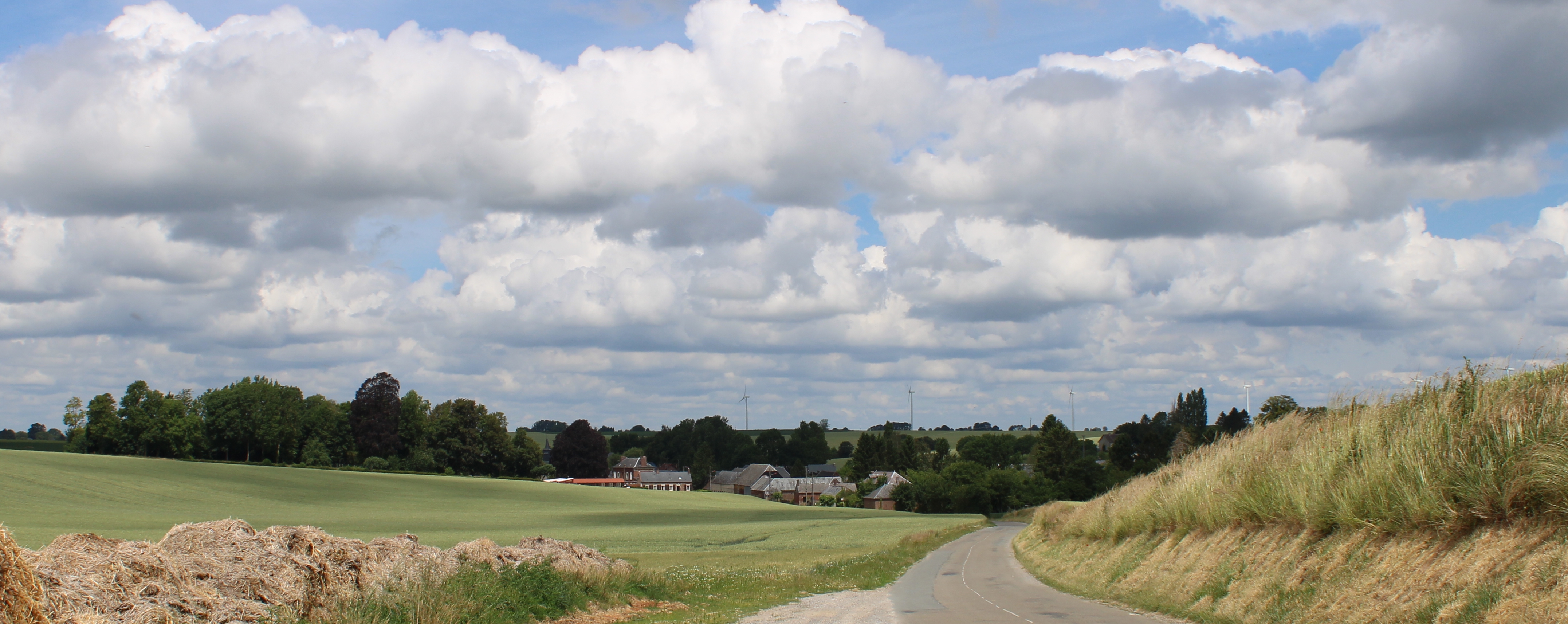
Panorama du village.
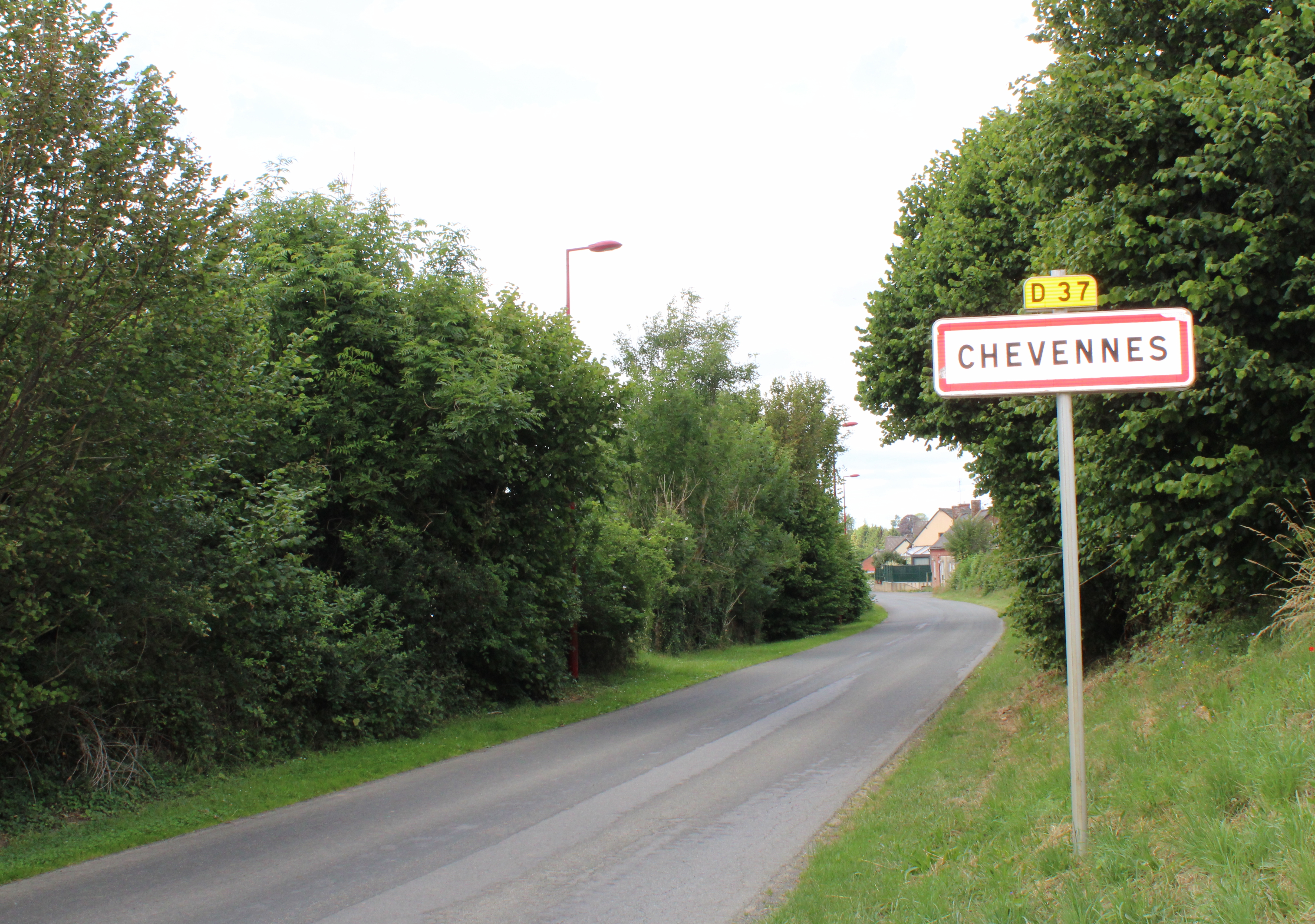
Entrée du village.

### Communes limitrophes
Les communes limitrophes sont  Housset, La Neuville-Housset, Lemé, Marfontaine et Sains-Richaumont.

### Hydrographie
La commune est située dans le bassin Seine-Normandie. Elle n'est drainée par aucun cours d'eau,.

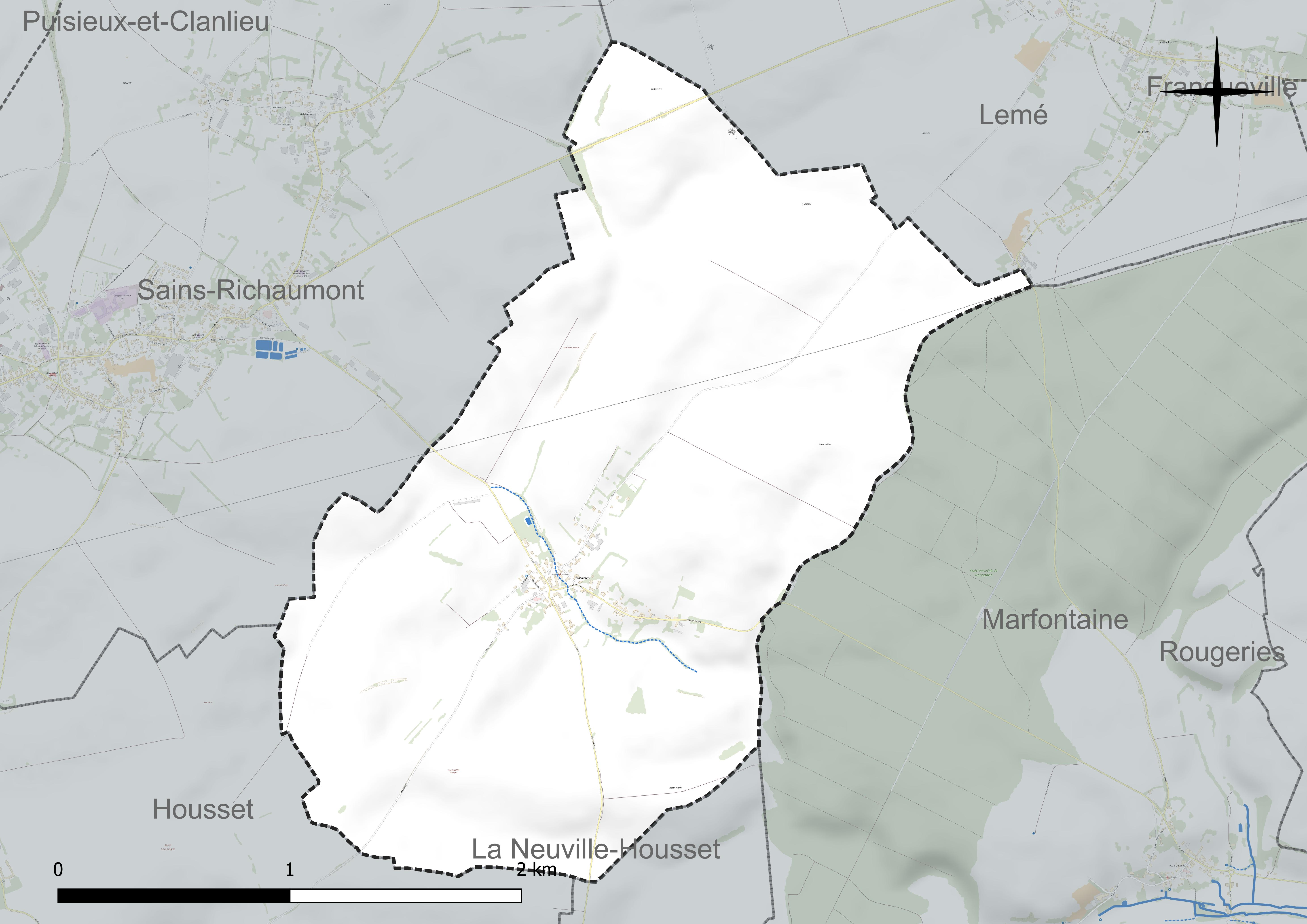
Réseau hydrographique de Chevennes.

### Climat
Pour des articles plus généraux, voir Climat des Hauts-de-France et Climat de l'Aisne.
En 2010, le climat de la commune est de type climat océanique dégradé des plaines du Centre et du Nord, selon une étude du CNRS s'appuyant sur une série de données couvrant la période 1971-2000. En 2020, Météo-France publie une typologie des climats de la France métropolitaine dans laquelle la commune est exposée à un climat océanique altéré et est dans la région climatique Nord-est du bassin Parisien, caractérisée par un ensoleillement médiocre, une pluviométrie moyenne régulièrement répartie au cours de l'année et un hiver froid (3 °C).
Pour la période 1971-2000, la température annuelle moyenne est de 10 °C, avec  une amplitude thermique annuelle de 15,1 °C. Le cumul annuel moyen de précipitations est de 809 mm, avec 12,5 jours de précipitations en janvier et 9,3 jours en juillet. Pour la période 1991-2020 la température moyenne annuelle observée sur la station météorologique la plus proche, située sur la commune de Fontaine-lès-Vervins à 13 km à vol d'oiseau, est de 10,5 °C et le cumul annuel moyen de précipitations est de 826,3 mm,. Pour l'avenir, les paramètres climatiques de la commune estimés pour 2050 selon différents scénarios d'émission de gaz à effet de serre sont consultables sur un site dédié publié par Météo-France en novembre 2022.

## Urbanisme

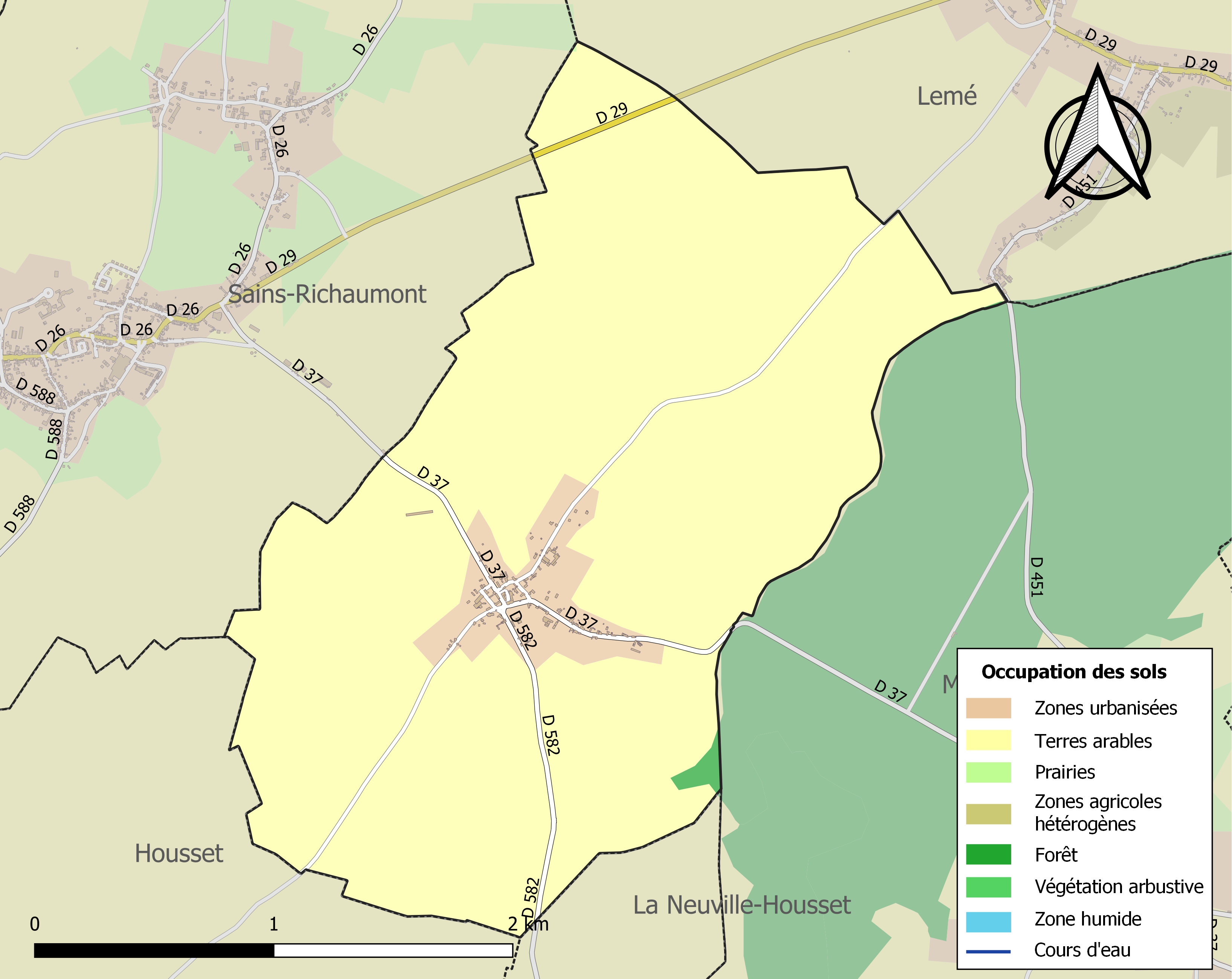
Carte des infrastructures et de l'occupation des sols de la commune en 2018 (CLC).

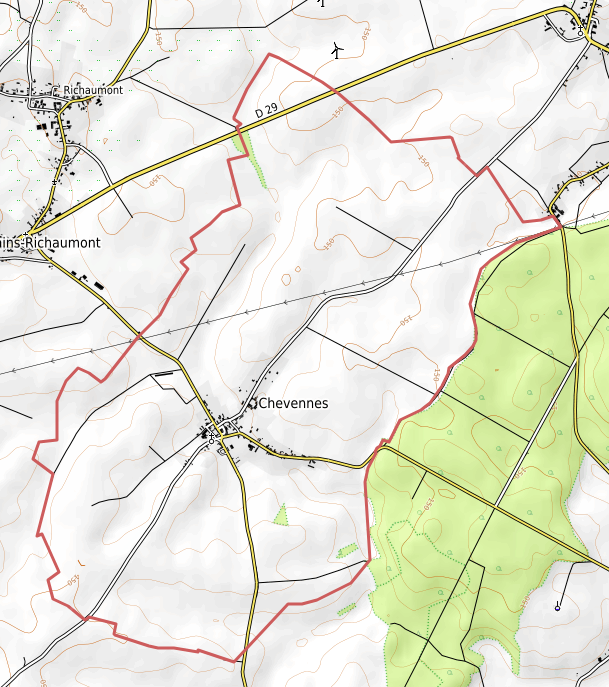
Catte topographique de la commune en 2021.

### Typologie
Au 1er janvier 2024, Chevennes est catégorisée commune rurale à habitat dispersé, selon la nouvelle grille communale de densité à 7 niveaux définie par l'Insee en 2022.
Elle est située hors unité urbaine et hors attraction des villes,.

### Occupation des sols
L'occupation des sols de la commune, telle qu'elle ressort de la base de données européenne d'occupation biophysique des sols Corine Land Cover (CLC), est marquée par l'importance des territoires agricoles (93,6 % en 2018), une proportion identique à celle de 1990 (93,6 %). La répartition détaillée en 2018 est la suivante : 
terres arables (93,6 %), zones urbanisées (6 %), forêts (0,4 %).
L'évolution de l'occupation des sols de la commune et de ses infrastructures peut être observée sur les différentes représentations cartographiques du territoire : la carte de Cassini (XVIIIe siècle), la carte d'état-major (1820-1866) et les cartes ou photos aériennes de l'IGN pour la période actuelle (1950 à aujourd'hui).

### Habitat et logement
En 2020, le nombre total de logements dans la commune était de 61, alors qu'il était de 66 en 2015 et de 67 en 2010.
Parmi ces logements, 81,9 % étaient des résidences principales, 13,2 % des résidences secondaires et 4,9 % des logements vacants. Ces logements étaient pour 100 % d'entre eux des maisons individuelles et pour 0 % des appartements.
Le tableau ci-dessous présente la typologie des logements à Chevennes en 2020 en comparaison avec celle de l'Aisne et de la France entière. Une caractéristique marquante du parc de logements est ainsi une proportion de résidences secondaires et logements occasionnels (13,2 %) supérieure à celle du département (3,4 %) et à celle de la France entière (9,7 %). Concernant le statut d'occupation de ces logements, 85,5 % des habitants de la commune sont propriétaires de leur logement (84,6 % en 2015), contre 61,6 % pour l'Aisne et 57,5 pour la France entière.
| Typologie                                               | Chevennes | Aisne | France entière |
| ------------------------------------------------------- | --------- | ----- | -------------- |
| Résidences principales (en %)                           | 81,9      | 86,6  | 82,1           |
| Résidences secondaires et logements occasionnels (en %) | 13,2      | 3,4   | 9,7            |
| Logements vacants (en %)                                | 4,9       | 10,1  | 8,2            |

## Toponymie
Le nom de la localité est attesté sous les formes Chevesnie (1123) ; Allodium de Chevesnio (1129) ; Chavesnes (1128) ; In territorio Cavesnense (1139) ; Cavesnes (1144) ; Chevegnes (1169) ; Chevesnez (1249) ; Chevenne (1640).
 
La présence d'un s intérieur dans toutes les formes du XIIe siècle rend malaisé l'établissement de l'origine de ce toponyme. La forme primitive Cebenna , dérivée de la racine gauloise ceb signifiait « dos, hauteur », a désigné d'abord un « petit massif ».
Les habitants de Chevennes sont appelés les Chevennois, Chevennoises.

## Histoire

### Préhistoire
Une hache polie en silex bleu d'une conservation remarquable, aux côtés réguliers et bien équarris a tét mise au jour. Ses dimensions sont les suivantes : 0,205 m de longueur, 0,06 m de largeur au tranchant et 0,026 m de largeur au sommet, 0,02 m maximum d'épaisseur médiane. La hache va en s'amenuisant aux deux extrémités. Elle est aujourd'hui conservée au musée de Vervins,.

### Antiquité
La voie romaine Saint-Quentin - Macquenoise traversait la commune de Chevennes dans l'Antiquité, d'après l'historien axonais Amédée Piette (1808-1883).
Une meule gallo-romaine a été découverte au XIXe siècle  (F. Rogine, 1876 a).
Au nord du Bon Vaillant en 1991, M. Bazzali a repéré lors d'une prospection au sol, des substructions gallo-romaines (une villa ?). Il y a observé des tuiles et des tessons de céramiques (CA SRA).
Au sud du Bon Vaillant en 1992, M. Bazzali a découvert lors d'une prospection au sol, du mobilier gallo-romain (tégula et tessons de céramique grise) (CA SRA).

### Temps modernes

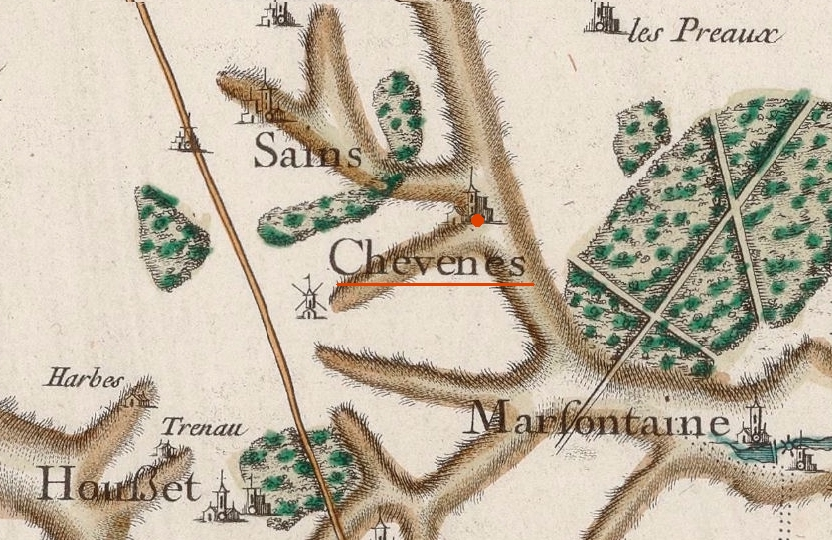
Carte de Cassini du secteur
(vers 1750).

Le plus vieux document écrit administratif date de 1667, il s'agit d'un acte de mariage. Il est conservé dans les archives départementales de l'Aisne, à la préfecture de Laon.
La carte de Cassini montre qu'au XVIIIe siècle, Chevennes ets une paroisse. Un moulin à vent en bois existait à l'ouest.

### Époque contemporaine
Lors de la démolition de l'église en 1875, on a découvert des fûts de colonnes (diamètre 36 cm) en remploi sciés dans le sens de la hauteur. En 1885, lors de la démolition partielle du sanctuaire pour orienter l'église à l'occident et faciliter la construction de la porte d'entrée à l'orient sous la supervision du curé, on découvrit un trésor de monnaies (7 pièces en or, 56 en argent, 242 en billon) sous des pavés trouvés à une profondeur de 50 cm.
- les pièces en or étaient anglaises, espagnoles et françaises (du règne de François Ier, à l'exception d'une médaille commémorative de l'Institution de l'Ordre de Saint Michel datée de 1469) ;
- les pièces en argent étaient pour la plupart espagnoles, mais quelques-unes portaient cependant l'effigie de Henri VII et Henri VIII, rois d'Angleterre. Les autres étaient françaises, c'étaient des spadins d'Antoine duc de Lorraine, et des testons à fleur de coin de François Ier et de Henri II. Quelques-uns de ces testons frappés sous le règne de François Ier portaient l'effigie de Louis XII ;
- les pièces de billon étaient pour la plupart espagnoles, mais aussi quelques françaises : des blancs au soleil de Louis XI, des blancs à la couronne du même roi et de Charles VIII, des grands blancs de Charles VIII et de Louis XII, des carolus de Charles VIII, des douzains de François Ier et de Henri II, des gros de Nesles et enfin des blancs de Henri II et de Jean III d'Albret, rois de Navarre.

Les monnaies les plus communes étaient du règne de Henri II au millésime de 1549, 1550, 1551 et 1552. Cette dernière date indique qu'elles avaient été cachées au commencement de l'année 1553 pour être soustraites à l'invasion du comte de Rœux qui causa dans le royaume la destruction de 700 à 800 villages.
Première Guerre mondiale

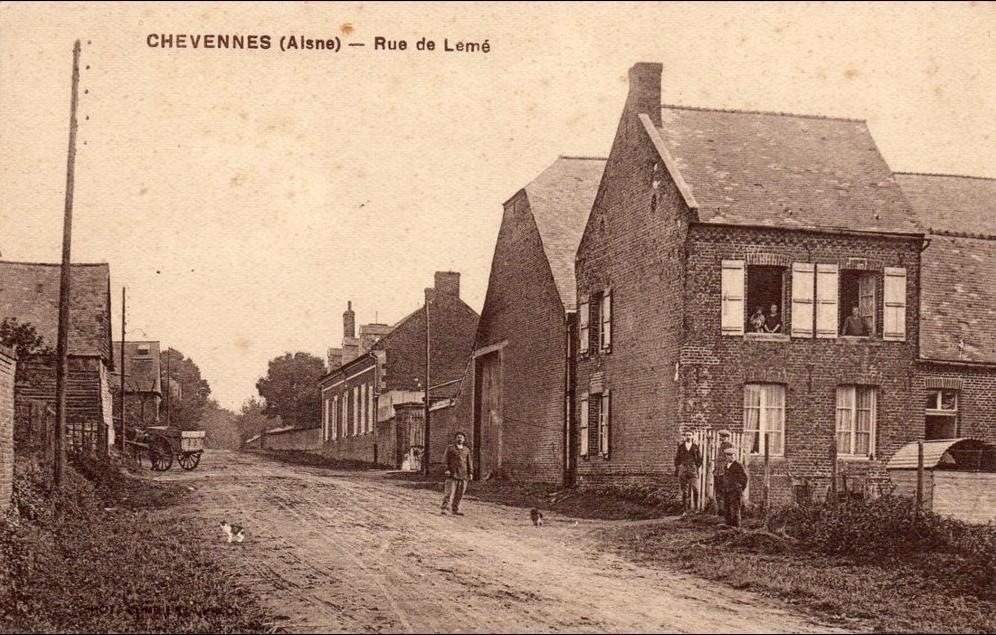
Carte postale du village vers 1910.

Le 28 août 1914, soit moins d'un mois après la déclaration de la guerre, le village est occupé par les troupes allemandes après la défaite de l'armée française lors de la bataille de Guise.
Pendant toute la guerre, le village restera loin du front qui se stabilisera à environ 150 km à l'est aux alentours de Péronne. Les habitants vivront sous le joug des Allemands : réquisitions de logements, de matériel, de nourriture, travaux forcés. Ce n'est que début novembre 1918 que les Allemands sont chassés du village par les troupes françaises.
Il a été décoré de la Croix de guerre 1914-1918 le 21 octobre 1920.

## Politique et administration

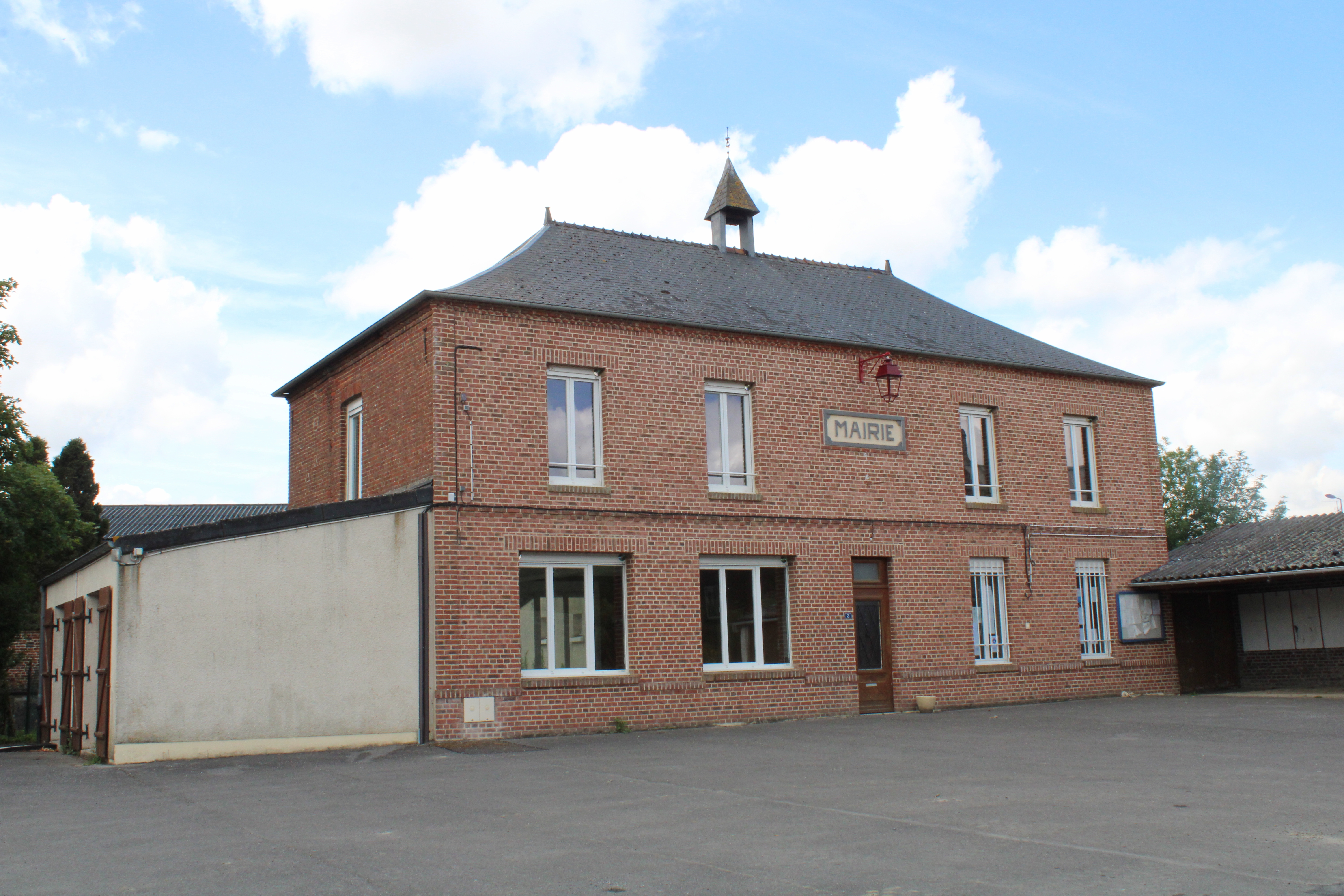
La mairie.

### Rattachements administratifs et électoraux

#### Rattachements administratifs
La commune se trouve dans l'arrondissement de Vervins du département de l'Aisne.
Elle faisait partie depuis 1793 du canton de Sains-Richaumont. Dans le cadre du redécoupage cantonal de 2014 en France, cette circonscription administrative territoriale a disparu, et le canton n'est plus qu'une circonscription électorale.

#### Rattachements électoraux
Pour les élections départementales, la commune fait partie depuis 2014 du canton de Marle.
Pour l'élection des députés, elle fait partie de la troisième circonscription de l'Aisnedepuis le dernier découpage électoral de 2010.

### Intercommunalité
Chevennes est membre de la communauté de communes de la Thiérache du Centre, un établissement public de coopération intercommunale (EPCI) à fiscalité propre créé fin 1992  et auquel la commune avait transféré un certain nombre de ses compétences, dans les conditions déterminées par le code général des collectivités territoriales.

### Liste des maires
| Période                                  | Période                   | Identité                    | Étiquette | Qualité                                     |
| ---------------------------------------- | ------------------------- | --------------------------- | --------- | ------------------------------------------- |
| Les données manquantes sont à compléter. |                           |                             |           |                                             |
| avant 1877                               | après 1879                | Victor-Abel Sarrazin-Wateau |           |                                             |
| Les données manquantes sont à compléter. |                           |                             |           |                                             |
| mars 1965                                | mars 2001                 | André Compère               | CD        |                                             |
| mars 2001                                | En cours (au 6 juin 2023) | Patrick Legoux              | DVD       | Agriculteur Réélu pour le mandat 2020-2026, |

## Démographie
L'évolution du nombre d'habitants est connue à travers les recensements de la population effectués dans la commune depuis 1793. Pour les communes de moins de 10 000 habitants, une enquête de recensement portant sur toute la population est réalisée tous les cinq ans, les populations de référence des années intermédiaires étant quant à elles estimées par interpolation ou extrapolation. Pour la commune, le premier recensement exhaustif entrant dans le cadre du nouveau dispositif a été réalisé en 2007.

En 2022, la commune comptait 128 habitants, en évolution de −1,54 % par rapport à 2016 (Aisne : −1,97 %, France hors Mayotte : +2,11 %).
| 1793 | 1800 | 1806 | 1821 | 1831 | 1836 | 1841 | 1846 | 1851 |
| ---- | ---- | ---- | ---- | ---- | ---- | ---- | ---- | ---- |
| 426  | 459  | 546  | 623  | 573  | 563  | 560  | 580  | 591  |

| 1856 | 1861 | 1866 | 1872 | 1876 | 1881 | 1886 | 1891 | 1896 |
| ---- | ---- | ---- | ---- | ---- | ---- | ---- | ---- | ---- |
| 576  | 534  | 512  | 460  | 426  | 383  | 361  | 350  | 316  |

| 1901 | 1906 | 1911 | 1921 | 1926 | 1931 | 1936 | 1946 | 1954 |
| ---- | ---- | ---- | ---- | ---- | ---- | ---- | ---- | ---- |
| 291  | 267  | 283  | 213  | 214  | 201  | 217  | 202  | 204  |

| 1962 | 1968 | 1975 | 1982 | 1990 | 1999 | 2006 | 2007 | 2012 |
| ---- | ---- | ---- | ---- | ---- | ---- | ---- | ---- | ---- |
| 194  | 157  | 132  | 146  | 136  | 155  | 144  | 142  | 140  |

| 2017 | 2022 | - | - | - | - | - | - | - |
| ---- | ---- | - | - | - | - | - | - | - |
| 125  | 128  | - | - | - | - | - | - | - |

## Culture locale et patrimoine

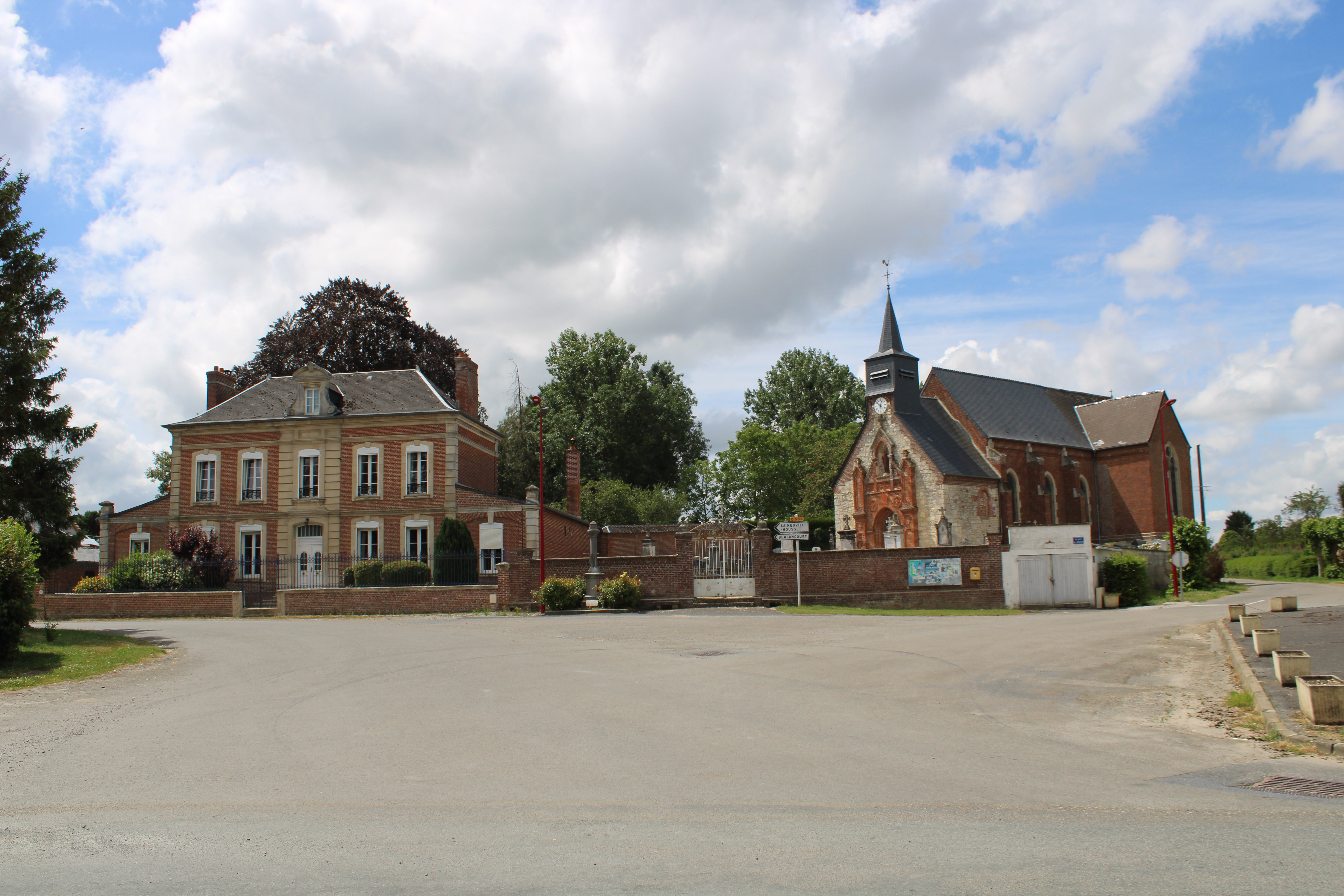
La place de l'église.

### Lieux et monuments
- Église Saint-Martin de Chevennes

- Sur le monument aux morts sont écrits les noms des 12 soldats du village morts pour la France au cours de la Guerre 1914-1918[32].

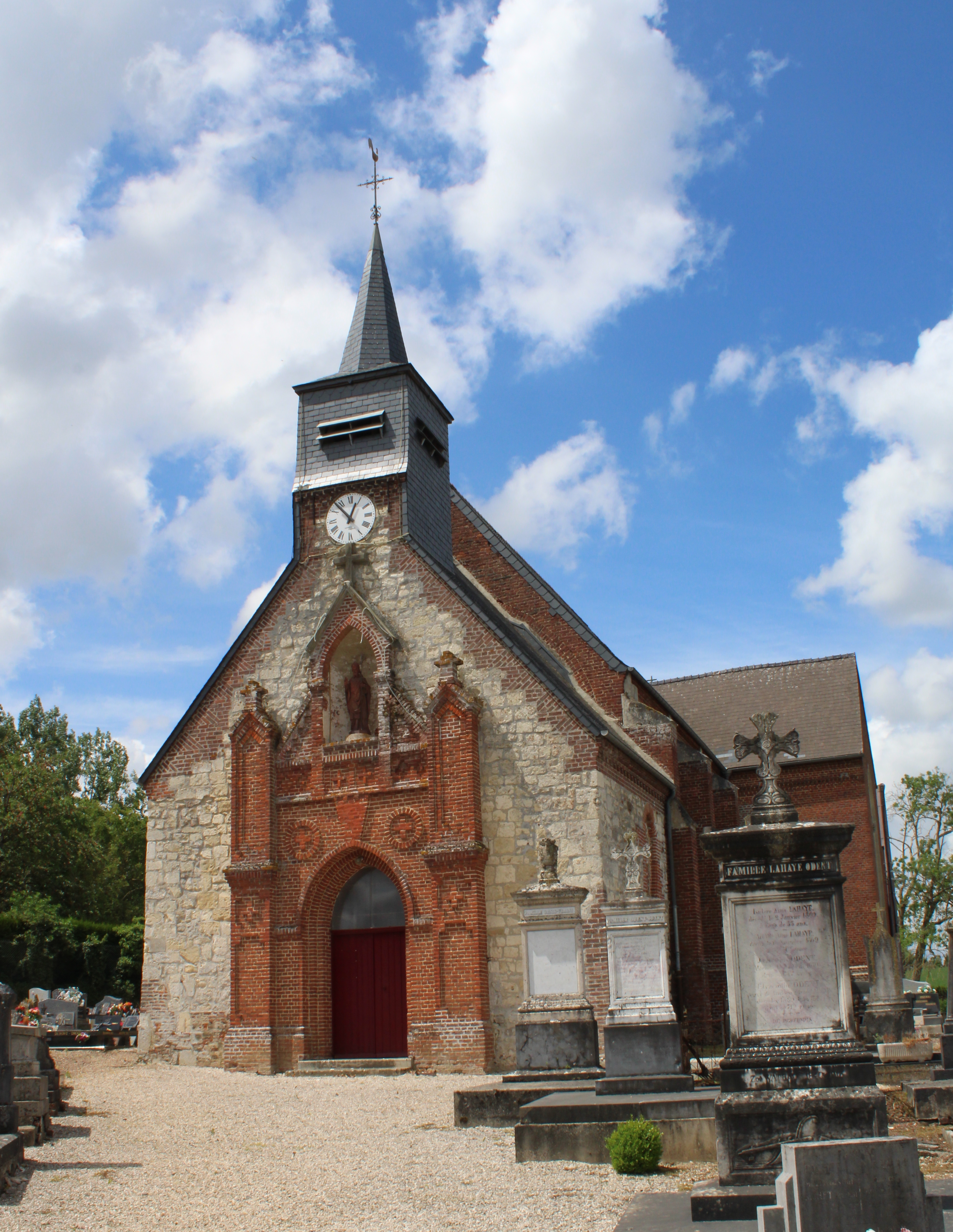
Façade de l'église.
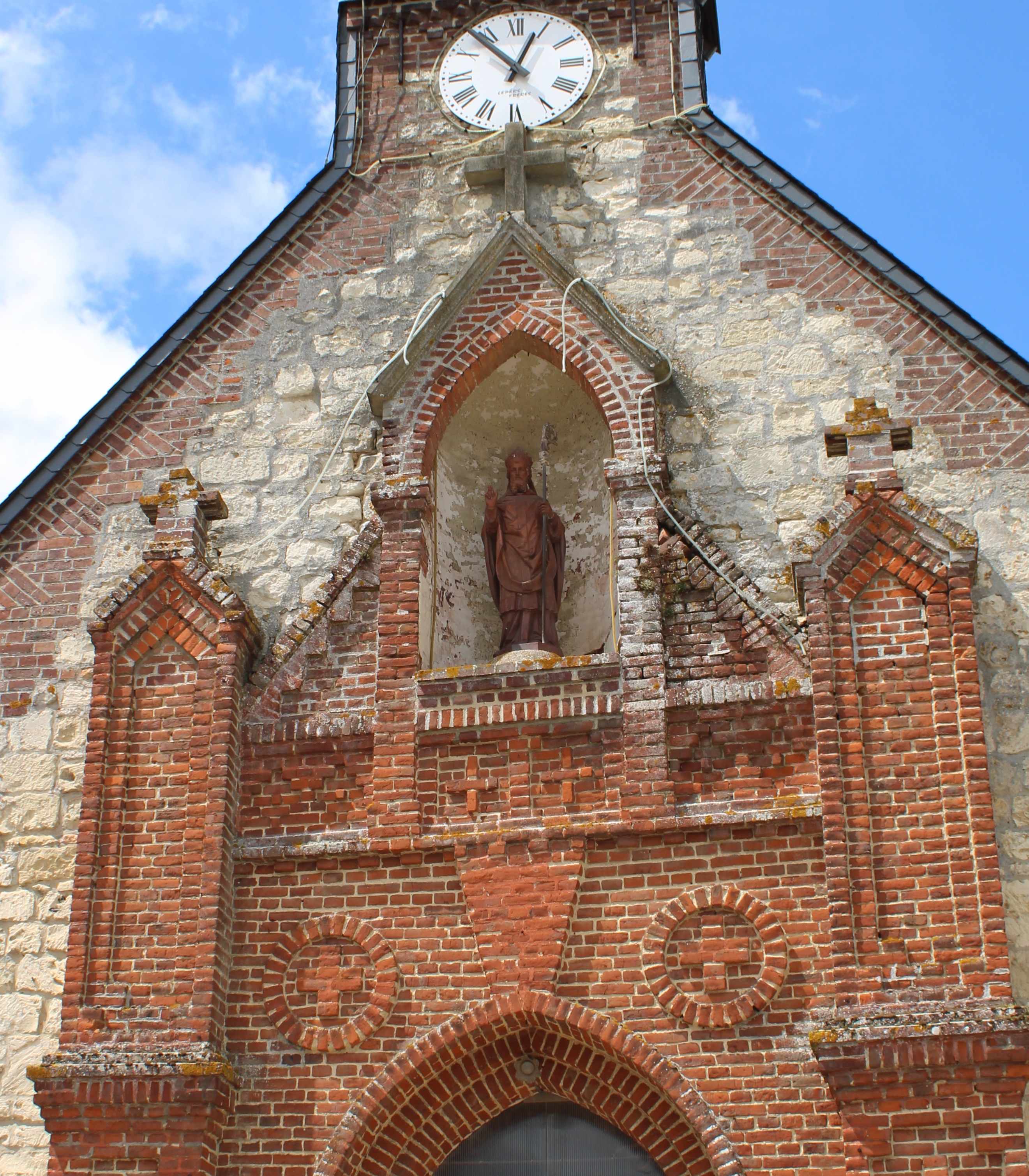
Détail du décor en briques de la façade.
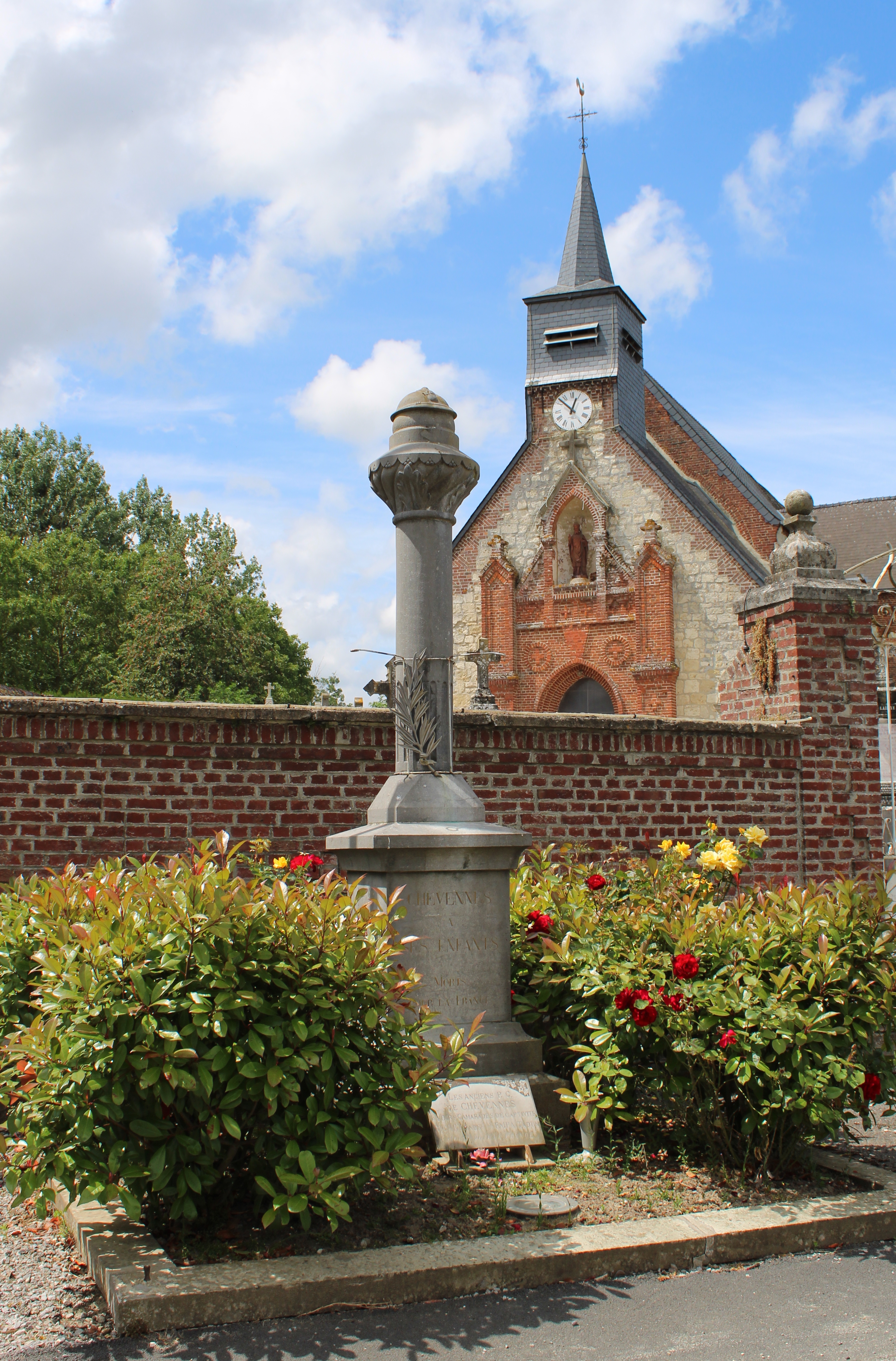
Le monument aux morts.
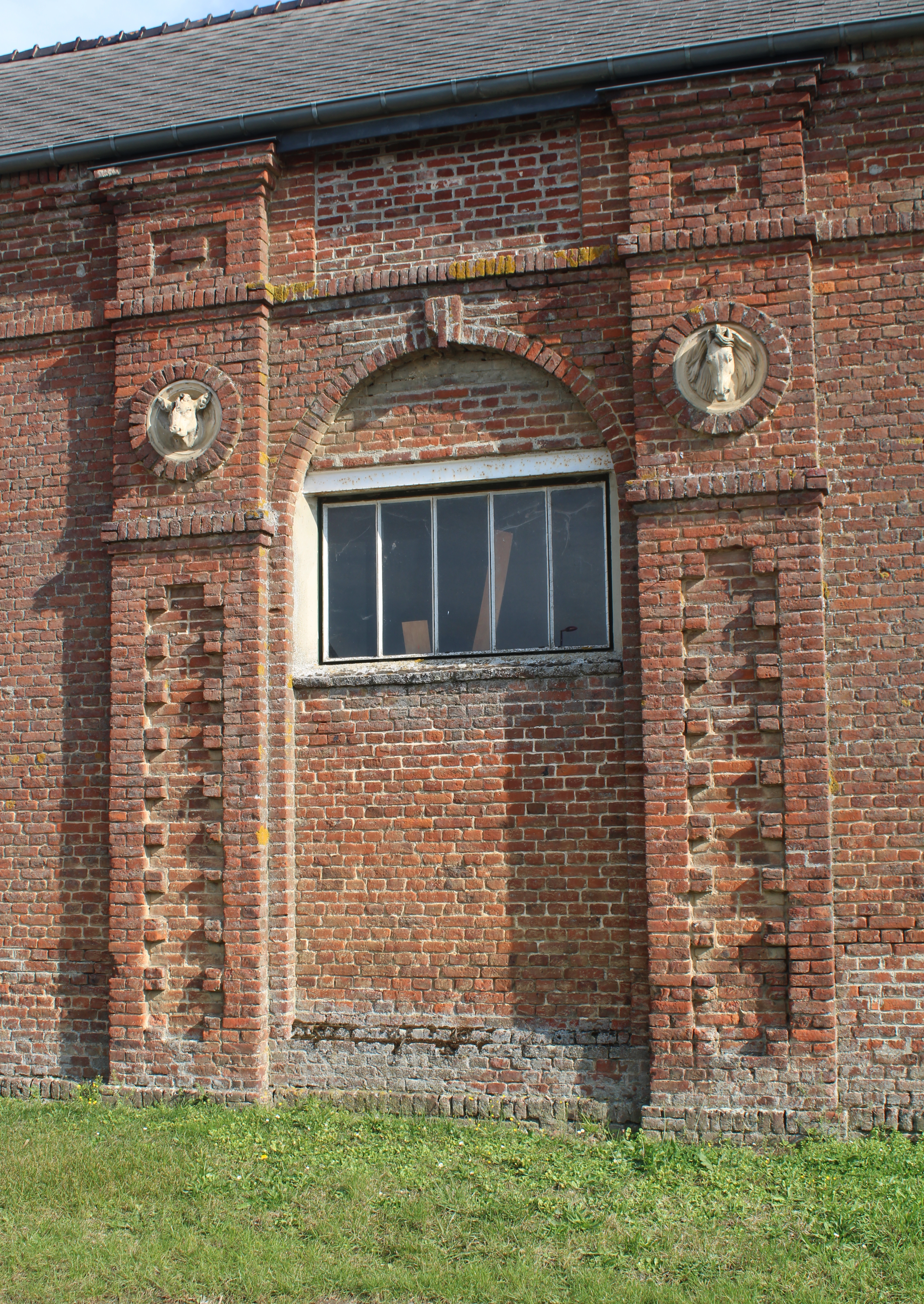
Mur de ferme orné de deux têtes d'animaux.

### Héraldique
| Blason de Chevennes | Blason  | D'or à l'aigle éployée de sable. Ornements extérieursCroix de guerre 1914-1918 |
| Blason de Chevennes | Détails | Le statut officiel du blason reste à déterminer.                               |

## Pour approfondir